# Воропаївська сільська рада
Воропаївська сільська рада — колишній орган місцевого самоврядування у Вишгородському районі Київської області. Адміністративний центр — село Воропаїв.

## Загальні відомості
Воропаївська сільська рада утворена 8 січня 1991 року.
Територією ради протікає річка Десна.

## Населені пункти
Сільській раді були підпорядковані населені пункти:
- с. Воропаїв

## Склад ради
Рада складалася з 14 депутатів та голови.

### Керівний склад попередніх скликань
| ПІБ                         | Основні відомості                                                 | Дата обрання | Дата звільнення |
| --------------------------- | ----------------------------------------------------------------- | ------------ | --------------- |
| Войтенко Світлана Федорівна | Сільський голова, 1956 року народження, освіта вища, позапартійна | 26.03.2006   | 31.10.2010      |
| Войтенко Ольга Федорівна    | Сільський голова, 1965 року народження, освіта вища, позапартійна | 31.10.2010   |                 |

Примітка: таблиця складена за даними джерела